# Basílica de São Camilo de Lélis
San Camillo de Lellis ou Basílica de São Camilo de Lélis é uma igreja titular e basílica menor localizada no rione Sallustiano, em Roma, e dedicada a São Camilo de Lélis. Sua construção foi iniciada no pontificado de Pio X, com o início das obras celebrado com o lançamento da pedra fundamental em 1906 pelo cardeal Antonio Agliardi. Foi consagrada apenas quatro ano depois, já uma igreja paroquial, e cedida à Ordem dos Clérigos Regulares Ministros dos Enfermos (camilianos), fundada por São Camilo. Em 1965, o papa Paulo VI elevou-a ao status de basílica menor.
O cardeal-presbítero protetor do título de São Camilo de Lellis é Juan Luis Cipriani Thorne, arcebispo de Lima.

## Arquitetura

### Exterior
A fachada, obra do arquiteto Tullio Passarelli, que também comandou a construção, é no estilo neogótico da Lombardia e é toda coberta por pedras vermelhas, com elementos decorativos em travertino. À frente dela está uma grande escadaria que dá acesso a três portas, cada uma encimada por um baixo-relevo na luneta. Na central está "Cristo apresentando São Camilo aos Enfermos", dos lados, "Cristo entre as Crianças" e "O Perdão da Adúltera". Entre os dois andares está uma galeria decorada com os tetramorfos, símbolos dos quatro evangelistas.
Ao lado da igreja está a casa-mãe da Ordem dos Clérigos Regulares Ministros dos Enfermos.

### Interior
A igreja tem uma planta em forma de cruz latina com uma nave ladeada por dois corredores separados por pilares que sustentam as arcadas. Em um nicho perto da altar-mor está uma estátua de São Camilo, de Alberto Galli, feita em 1911. Uma das capelas laterais é dedicada à Virgem Maria.

## Galeria

Imagens da igreja
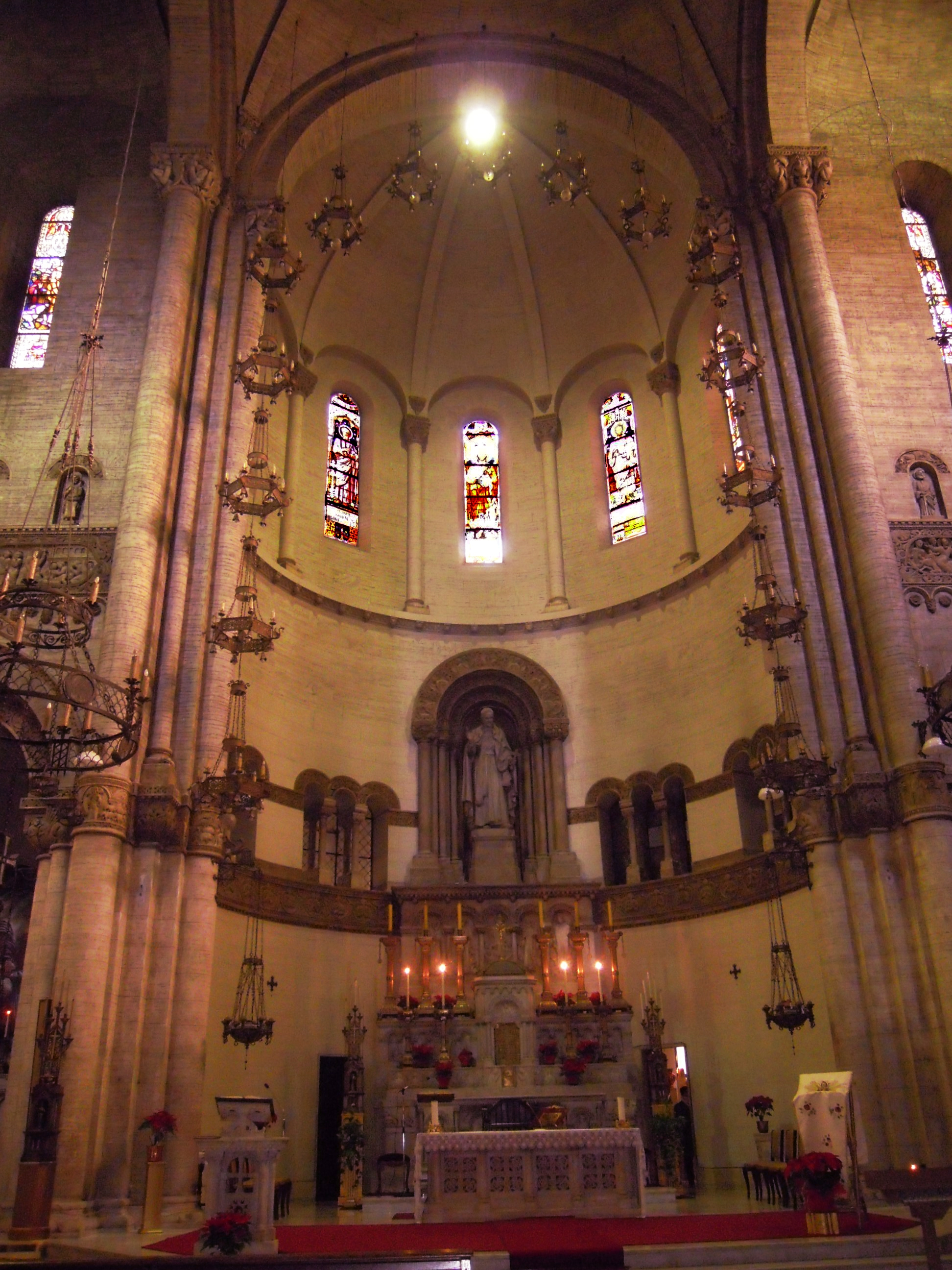
Abside.
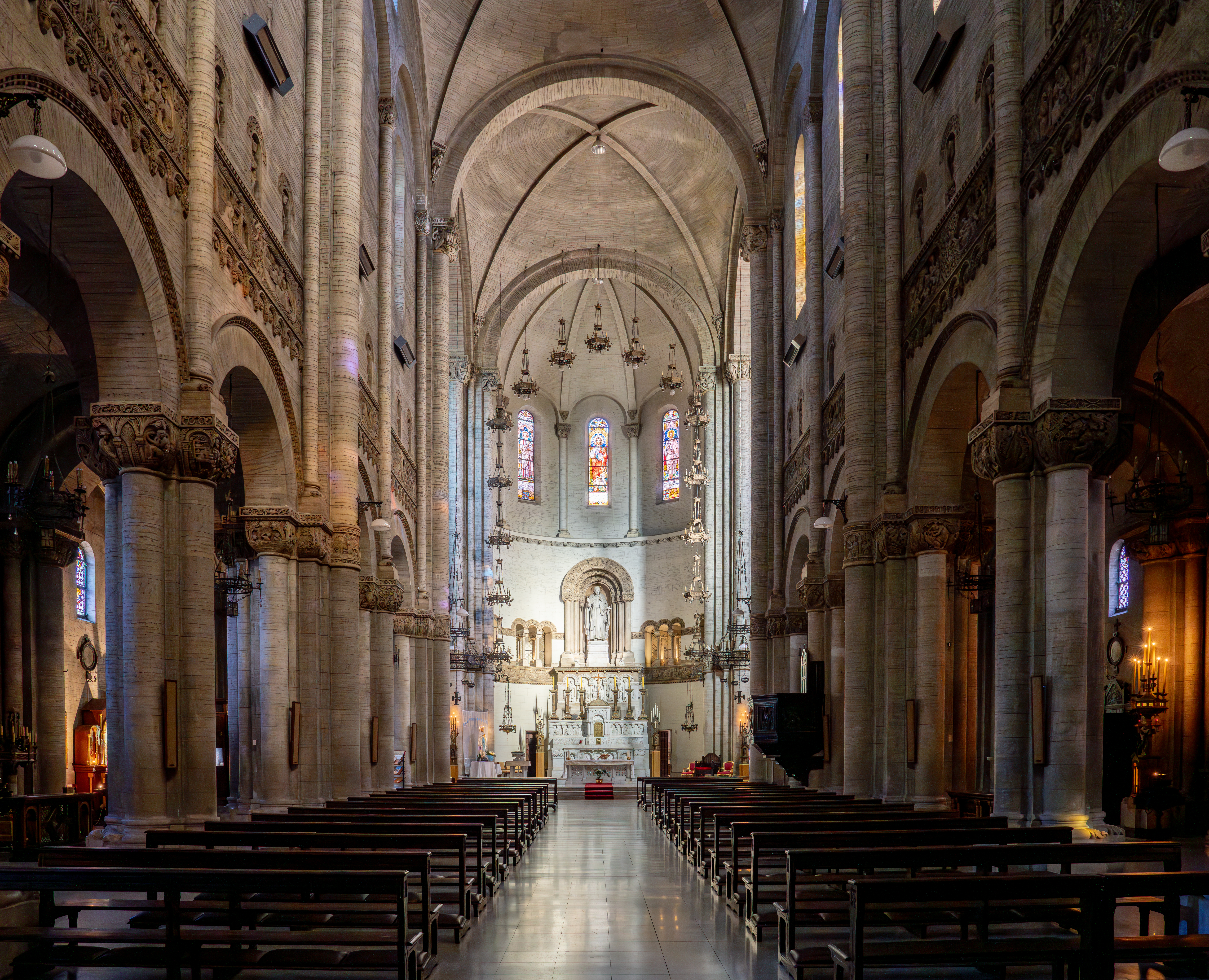
Vista da nave.
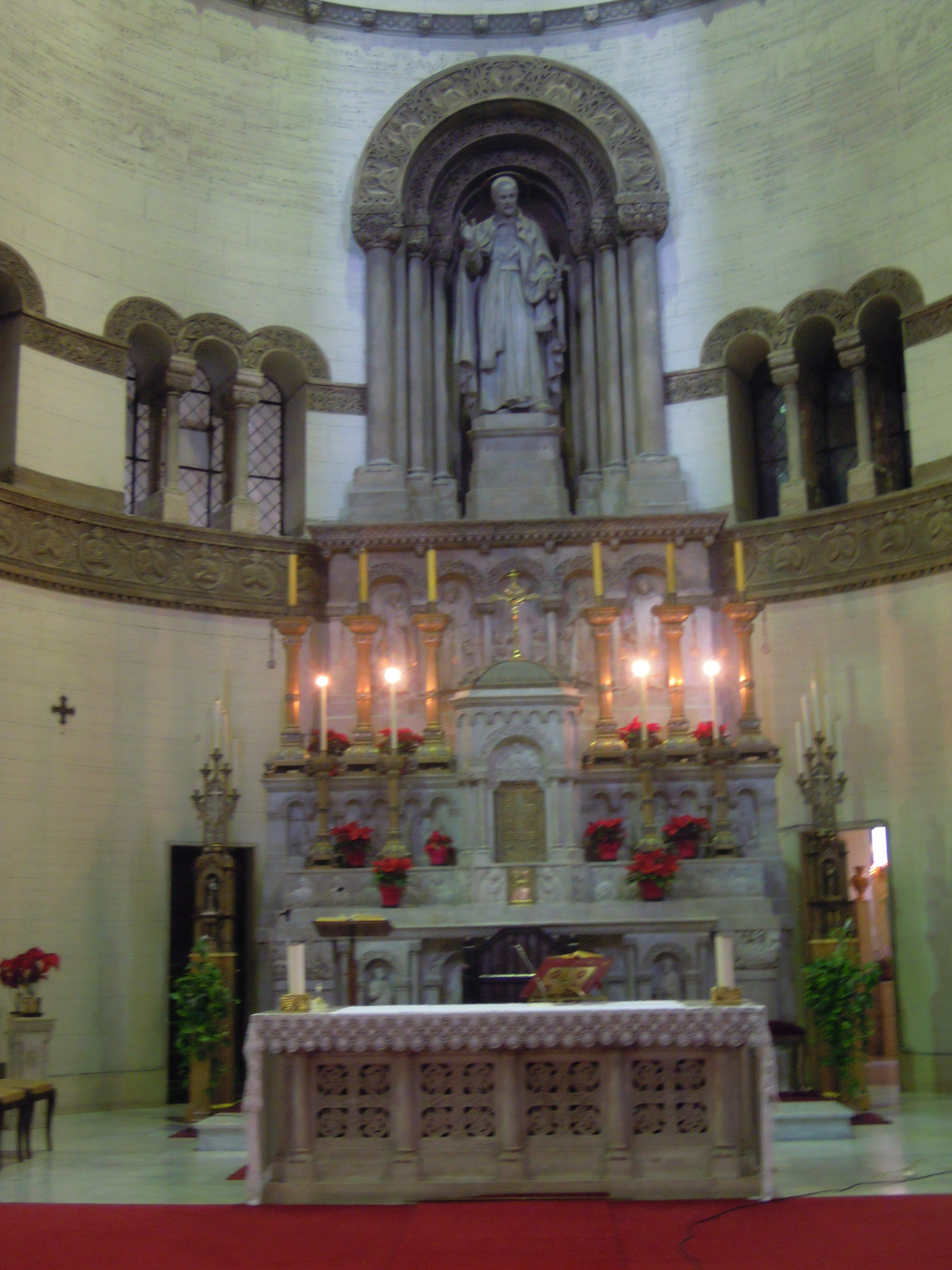
Altar-mor e a estátua de São Camilo de Lélis.